# Dead Space (serie)

Il protagonista della saga Isaac Clarke in Dead Space 3 mentre indossa la tuta d'élite

Dead Space è un franchise multimediale di genere fantascienza e horror, creato da Glen Schofield e Steve Papoutsis il game director della serie, sviluppato da Visceral Games e pubblicato da Electronic Arts sulle console PlayStation 3, Xbox 360 e su PC. La serie è iniziata nel 2008 con il videogioco Dead Space, che Schofield descrisse come "il gioco più terrificante che potevamo"; il gioco ebbe successo e fu seguito da un prequel e poi un sequel uscito nel 2011.
Il franchise si compone da una serie di videogiochi survival horror in terza persona, che si espande attraverso film animati, fumetti e libri.

## Lista dei videogiochi
Serie principale estesa
| Titolo                 | Anno                                | Note                         | Piattaforme                                                        |
| ---------------------- | ----------------------------------- | ---------------------------- | ------------------------------------------------------------------ |
| Dead Space             | 13 ottobre 2008 24 ottobre 2008     | Originale                    | PlayStation 3, Xbox 360, Microsoft Windows Compatibile Xbox Series |
| Dead Space             | 27 gennaio 2023                     | Remake                       | PlayStation 5, Xbox Series, Microsoft Windows                      |
| Dead Space Ignition    | 12 ottobre 2010 13 ottobre 2010     | Arcade Comic-style Rompicapo | PlayStation 3, Xbox 360 Compatibile Xbox Series                    |
| Dead Space 2           | 25 gennaio 2011 28 gennaio 2011     | Sequel                       | PlayStation 3, Xbox 360, Microsoft Windows Compatibile Xbox Series |
| Dead Space: Extraction | 29 settembre 2011 25 settembre 2011 | Prequel Rail-shooter         | PlayStation 3, Nintendo Wii                                        |
| Dead Space 3           | 5 febbraio 2013 8 febbraio 2013     | Sequel                       | PlayStation 3, Xbox 360, Microsoft Windows Compatibile Xbox Series |

- Dead Space Ignition rappresenta il prequel di Dead Space 2 e fornisce anche dei bonus per esso.

Spin-off
| Titolo              | Anno                          | Piattaforme  |
| ------------------- | ----------------------------- | ------------ |
| Dead Space (Mobile) | 25 gennaio 2011 22 marzo 2011 | iOS, Android |

- Isaac Clarke è un personaggio giocabile in Army of Two: Il 40º giorno per Sony PSP.[2]
- Isaac Clarke è un personaggio giocabile in NBA Jam: On Fire Edition.[3]
- Isaac Clarke è un personaggio giocabile DLC in PlayStation All-Stars Battle Royale.[4]
- Isaac Clarke è un personaggio giocabile in Skate 3 per le console Xbox 360 e PlayStation 3.[5]
- Isaac Clarke è un personaggio giocabile in Tiger Woods PGA Tour 10.[6]
- In Dante's Inferno è presente la tuta/armatura di Isaac Clarke come costume DLC.[7]
- Nella serie LittleBigPlanet è presente la tuta/armatura di Isaac Clarke come costume DLC.[8]
- In Dragon Age II è presente la tuta/armatura di Isaac Clarke.[9]
- La maschera da saldatore/elmo di Isaac Clarke è un contenuto sbloccabile in Army of Two: The Devil's Cartel.

## Altri media
| Tipo    | Titolo                       | Anno             |
| ------- | ---------------------------- | ---------------- |
| Film    | Dead Space - La forza oscura | 3 marzo 2008     |
| Film    | Dead Space: Aftermath        | 20 luglio 2010   |
| Libro   | Dead Space: Martyr           | 20 luglio 2010   |
| Libro   | Dead Space: Catalyst         | 2 ottobre 2012   |
| Fumetto | Dead Space Comic             | 3 marzo 2008     |
| Fumetto | Dead Space: Salvage          | 24 novembre 2010 |
| Fumetto | Dead Space: Liberation       | 5 febbraio 2013  |

### Canti popolari
Nella serie sono presenti una ninna nanna e una filastrocca reinterpretate in modo gotico, sinistro in sintonia con il genere horror, riarrangiate da Jason Graves:
- Twinkle Twinkle Little Star (Brilla brilla la stellina..)[11], è molto ricorrente in Dead Space si ascolta nel trailer, nella schermata d'inizio se si lascia in inattività, in due capitoli e anche nelle seguenti opere:  Dead Space: Downfall; Dead Space: Extraction; Dead Space: Aftermath; Dead Space mobile; Dead Space 2.
- Ring Around the Roses (Giro giro tondo..)[12], inizialmente doveva essere inclusa in Dead Space 2, ma è possibile ascoltarla esclusivamente nel relativo trailer promozionale.

## Citazioni
(Zach Wilson, ex senior level designer Visceral Games)
(Ian Milham, ex art director serie Dead Space)
(Glen Schofield, dopo l'annuncio del EA Play 2021 sul remake)

## Accoglienza
La rivista Play Generation la classificò come una delle quattro migliori saghe ambientate nello spazio.
La serie ha avuto successo commerciale e di critica, vendendo oltre 8 milioni di copie in tutto il mondo.